# Parc national Kasu Brahmananda Reddy
Le parc national Kasu Brahmananda Reddy est situé dans l'État de l'Andhra Pradesh en Inde. Il a été nommé en l'honneur de Kasu Brahmananda Reddy, ancien premier ministre de l'Andhra Pradesh.